# 14. leden
14. leden je 14. den roku podle gregoriánského kalendáře. Do konce roku zbývá 351 dní (352 v přestupném roce). Svátek má Radovan.

## Události

### Česko
- 0993 – Byl vysvěcen Břevnovský klášter založený svatým Vojtěchem.
- 1434 – Univerzitní profesoři v čele s rektorem Křišťanem z Prachatic vstoupili zpátky do církve římské.
- 1913 – Založen fotbalový klub SK Židenice (dnes FC Zbrojovka Brno).
- 2000 – Astronom Miloš Tichý objevil na hvězdárně Kleti planetku Vepřoknedlozelo.

### Svět
- 1526 – Byl uzavřen Madridský mír, francouzský král František I. odstoupil Karlu V. Burgundsko a vzdal se nároku na Flandry, Artois, Neapol a Milán.
- 1639 – První ústavu amerických kolonií přijali v Hartfordu v Connecticutě pod názvem „Fundamental Orders“.
- 1797 – Francouzské revoluční války: V bitvě u Rivoli zvítězila francouzská armáda pod velením Napoleona Bonaparte  nad rakouskou.
- 1943 – Franklin Delano Roosevelt a Winston Churchill se sešli na Casablanské konferenci.
- 1944 – Druhá světová válka, východní fronta: Rudá armáda zahájila Leningradsko-novgorodskou operaci, při níž došlo k prolomení blokády Leningradu.
- 1953 – Josip Broz Tito se stal prezidentem Jugoslávie.
- 1967 – Demonstrací Human Be-In v San Franciscu byla zahájena éra hippies.
- 1972 – Dánská královna Markéta II. nastoupila na trůn.
- 2004 – Národní vlajka Gruzie byla obnovena parlamentem do původní podoby po přibližně 500 letech.
- 2005 – Sonda Evropské kosmické agentury (ESA) Huygens přistála na povrchu Saturnova měsíce Titanu.
- 2024 – Frederik X. se stal po abdikaci Markéty II. dánským králem.

## Narození
Automatický abecedně řazený seznam viz Kategorie:Narození 14. ledna

### Česko

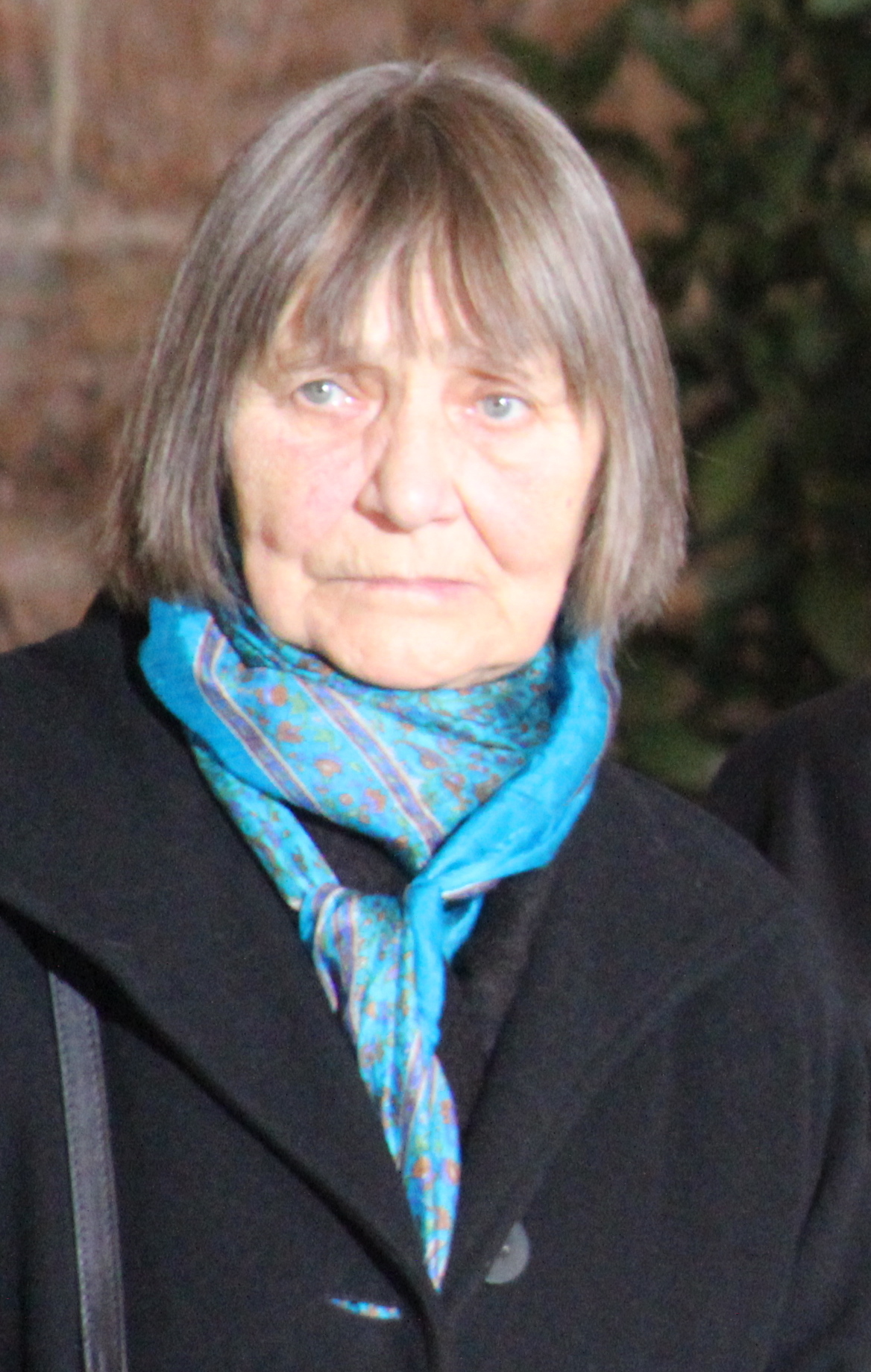
Dana Němcová (* 1934)

- 1804 – Adalbert Widmann, moravský zemský hejtman († 23. srpna 1888)
- 1813 – Boleslav Jablonský, kněz, obrozenecký básník († 27. února 1881)
- 1826 – Matěj Kubíček, kněz a politik († 1890)
- 1844 – Václav Bělohradský, patolog († 5. října 1896)
- 1850 – Jan Zdeněk Veselý, pražský sládek, sokolský funkcionář, dramatik († 5. června 1890)
- 1869 – Adolf Procházka, československý právník, politik († 19. května 1931)
- 1872 – Antonín Hudeček, malíř († 11. srpna 1941)
- 1877 – Robert Manzer, houslista a dirigent († 19. ledna 1942)
- 1880 – Jiří Stříbrný, politik a novinář († 21. ledna 1955)
- 1893 – Karel Barvitius, skladatel a hudební nakladatel († 6. února 1949)
- 1896 – Karel Svolinský, malíř († 16. září 1986)
- 1900
  - Stanislav Bohuslav Jarolímek, opat Strahovského kláštera († 31. ledna 1951)
  - Tomáš Švihovec, hokejový reprezentant († 12. června 1987)
  - Miloš Navrátil, malíř, básník, spisovatel a tiskař († 28. září 1962)
- 1915 – Rudolf Šmejkal, fotbalový reprezentant († 8. listopadu 1972)
- 1922
  - Bohumil Vančura, malíř, grafik, typograf a ilustrátor
  - Děvana Mírová, keramička
- 1923 – František Červinka, historik a publicista († 4. března 1981)
- 1927 – Zuzana Růžičková, klavíristka, cemballistka a hudební pedagožka († 27. září 2017)
- 1929 – Václav Špičák, Rytíř českého lékařského stavu
- 1931
  - Dagmar Sedláčková, akademická malířka, ilustrátorka a grafička († 28. října 2008)
  - Juraj Pospíšil, slovenský hudební skladatel českého původu († 20. září 2007)
- 1934 – Dana Němcová, psycholožka, kritička a disidentka († 11. dubna 2023)
- 1935 – Bohumil Smejkal, houslista a dirigent († 22. března 2009)
- 1940 – Rudolf Kohoutek, pedagogický psycholog, vysokoškolský učitel
- 1944 – Antonín Hájek, zpěvák, skladatel, kontrabasista a baskytarista, textař († 17. prosince 1989)
- 1945 – Klára Jerneková, herečka († 31. července 2003)
- 1949 – Radka Máchová, akrobatická pilotka
- 1950 – Pavel Růžička, hudebník, skladatel
- 1951
  - Otomar Dvořák, spisovatel, novinář, scenárista
  - Karel Novák, lékař, vysokoškolský učitel a politik
- 1953 – Jana Kratochvílová, zpěvačka, textařka a skladatelka
- 1985 – Sylva Koblížková, herečka

### Svět

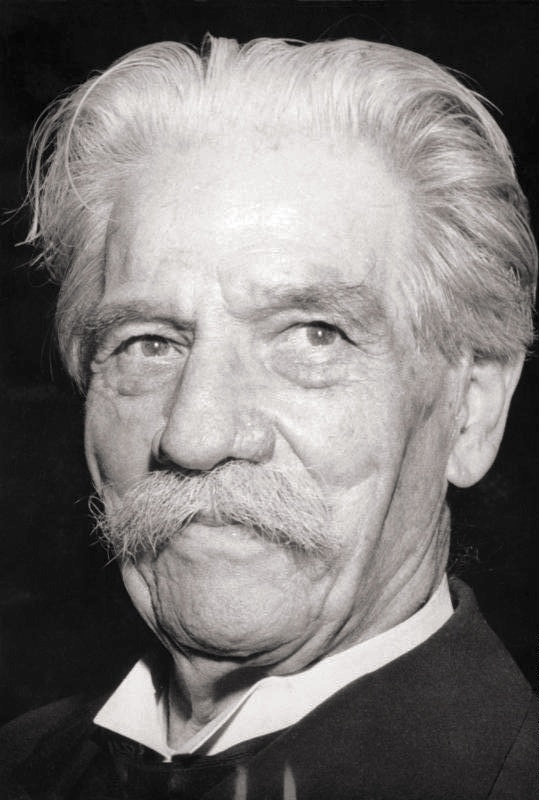
Albert Schweitzer (* 1875)

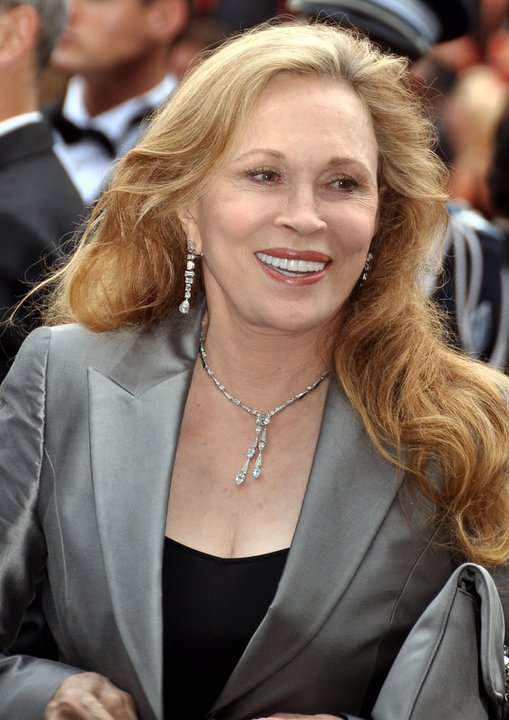
Faye Dunawayová (* 1941)

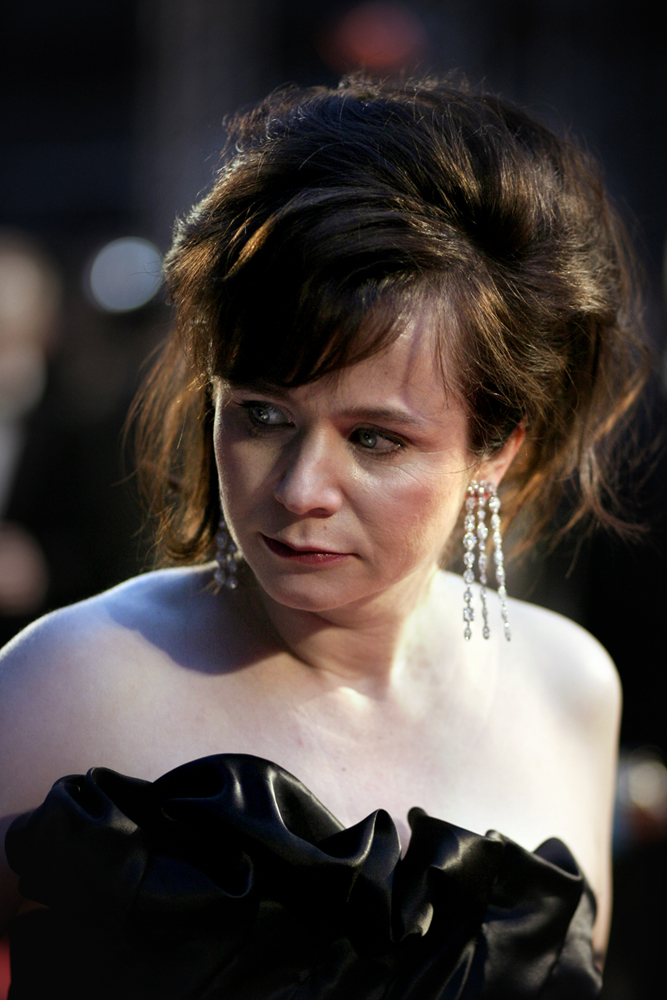
Emily Watsonová (* 1967)

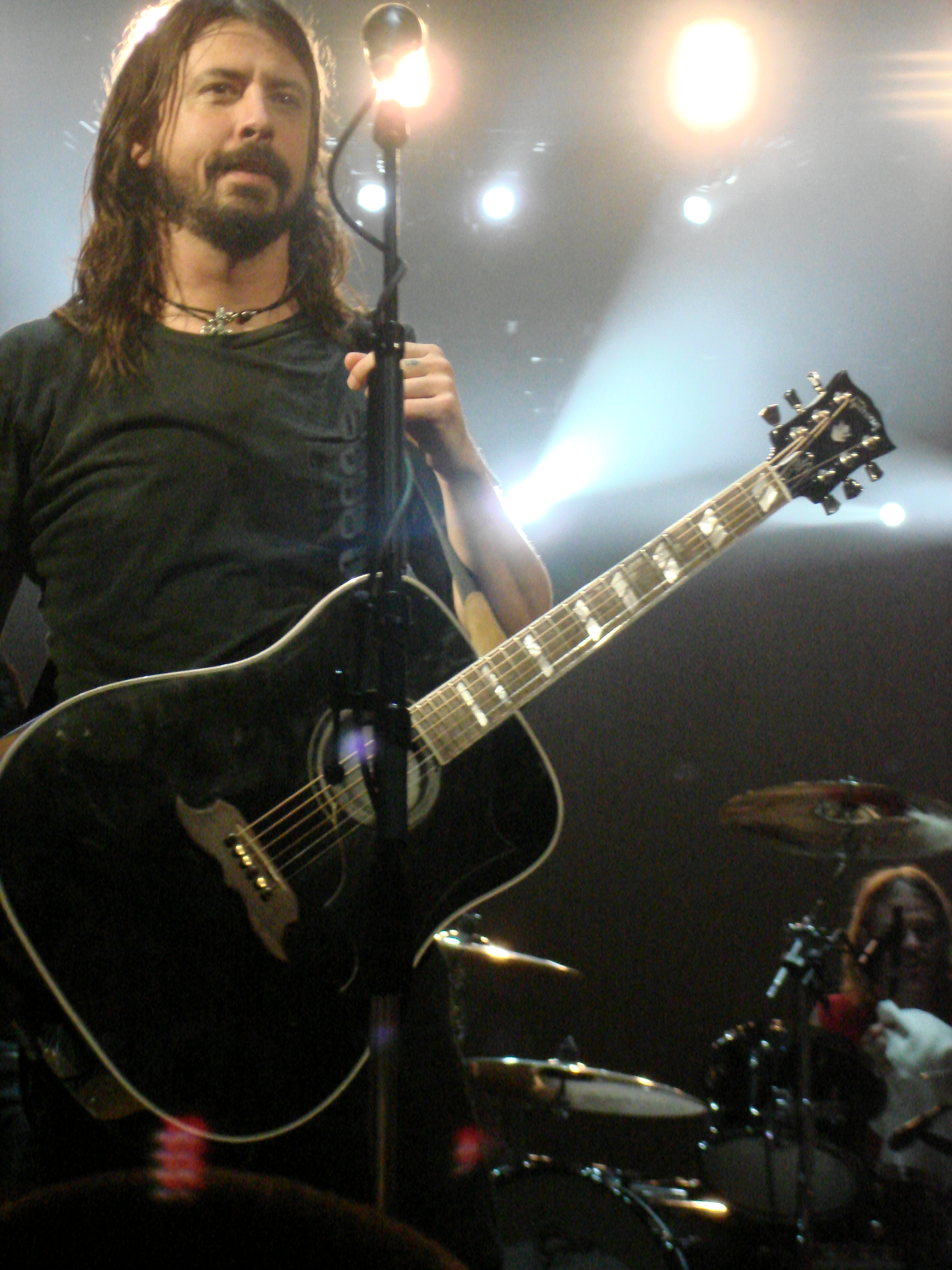
Dave Grohl (* 1969)

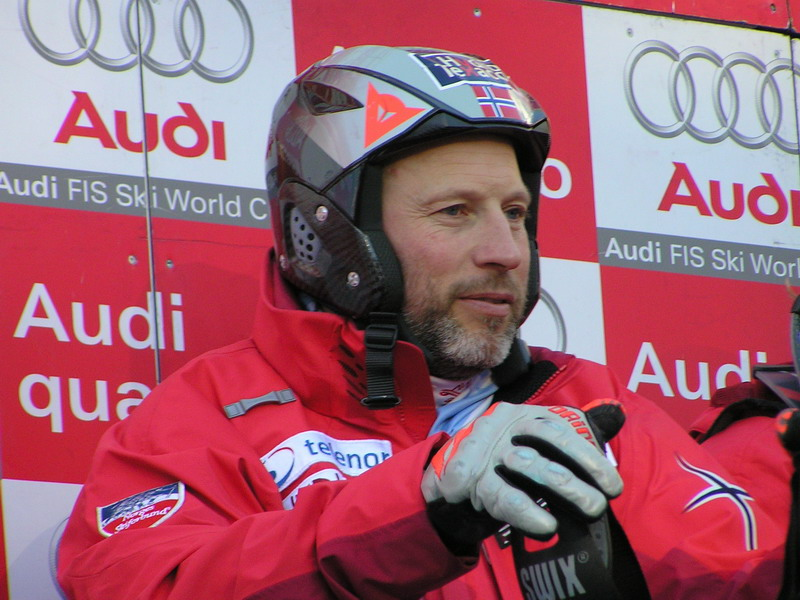
Lasse Kjus (* 1971)

- 1131 – Valdemar I., vévoda šlesvický, kníže jutský a dánský král († 12. května 1182)
- 1272 – Jana I. Navarrská, královna navarrská († 2. dubna 1305)
- 1507 – Kateřina Habsburská, portugalská královna († 12. ledna 1578)
- 1702 – Nakamikado, 114. japonský císař († 10. května 1737)
- 1705 – Jean-Baptiste Charles Bouvet de Lozier, francouzský mořeplavec († 1786)
- 1723 – Rajmund Volfgang Manner, rakouský šlechtic, velkostatkář na Moravě († 26. září 1788)
- 1754 – Jacques Pierre Brissot, francouzský revolucionář († 31. října 1793)
- 1767 – Marie Terezie Josefa Habsbursko-Lotrinská, saská královna († 7. listopadu 1827)
- 1770 – Adam Jerzy Czartoryski, polský šlechtic a politik († 15. července 1861)
- 1771 – Jean-Louis-Ebenezer Reynier, francouzský generál († 27. února 1814)
- 1790 – Feliks Paweł Jarocki, polský zoolog a entomolog († 25. března 1865)
- 1798 – Johan Rudolph Thorbecke, nizozemský politik († 4. června 1872)
- 1800 – Ludwig von Köchel, rakouský muzikolog († 3. července 1877)
- 1806 – Matthew Fontaine Maury, americký astronom, historik a oceánograf († 1. února 1873)
- 1813 – Antun Nemčić, chorvatský spisovatel († 5. září 1849)
- 1823 – Karel III. Parmský, parmský vévoda († 23. března 1854)
- 1824 – Vladimir Vasiljevič Stasov, ruský hudební a umělecký kritik, historik umění († 23. října 1906)
- 1836 – Henri Fantin-Latour, francouzský malíř a litograf († 25. srpna 1904)
- 1841 – Berthe Morisotová, francouzská malířka († 2. března 1895)
- 1850 – Alexej Alexandrovič Romanov, ruský velkokníže a generál admirál († 14. listopadu 1908)
- 1858 – Alois Riegl, rakouský historik umění a památkář († 17. června 1905)
- 1859 – Léonce Bénédite, francouzský historik umění († 12. května 1925)
- 1861 – Mehmed VI., poslední sultán Osmanské říše († 16. května 1926)
- 1868 – Noe Žordanija, gruzínský novinář a politik († 11. ledna 1953)
- 1871 – Pamela Wyndham, anglická šlechtična a spisovatelka († 18. listopadu 1928)
- 1873
  - André Bloch, francouzský hudební skladatel a pedagog († 7. srpna 1960)
  - Manuel Ciges Aparicio, španělský spisovatel († 4. srpna 1936)
  - Mojsej Urickij, ruský politik († 30. srpna 1918)
- 1875 – Albert Schweitzer, německý protestantský teolog, filozof a lékař, nositel Nobelovy ceny († 4. září 1965)
- 1878 – Viktor Trast, finský filolog a překladatel († 30. ledna 1953)
- 1879 – František Jehlička, slovenský kněz a politik († 3. ledna 1939)
- 1882 – Hendrik Willem van Loon, americký novinář a spisovatel († 11. března 1944)
- 1883
  - Nina Ricci, italská módní návrhářka († 30. listopadu 1970)
  - Sima Pandurović, srbský básník († 27. června 1960)
- 1886
  - Jozef Sivák, slovenský politik, ministr, předseda slovenské vlády († 27. ledna 1959)
  - Ja'akov Zerubavel, izraelský politik († 2. června 1967)
- 1887 – Hugo Steinhaus, polský matematik († 25. února 1972)
- 1892 – Martin Niemöller, německý teolog, luteránský pastor (* 6. března 1984)
- 1896
  - John Dos Passos, americký spisovatel († 28. září 1970)
  - Jeronim Uborevič, carský důstojník, později sovětský vojenský velitel († 12. června 1937)
- 1897 – Vaso Čubrilović, srbský historik s minulostí atentátníka († 11. června 1990)
- 1901 – Alfred Tarski, polský matematik († 26. října 1983)
- 1902 – Valerian Alexandrovič Zorin, sovětský diplomat († 14. ledna 1986)
- 1904 – Cecil Beaton, anglický fotograf, scénograf a kostýmní výtvarník († 18. ledna 1980)
- 1905 – Takeo Fukuda, premiér Japonska († 5. července 1995)
- 1908 – Marie Terezie Henrieta z Lichtenštejna, knížecí princezna († 30. září 1973)
- 1911 – Anatolij Rybakov, ruský spisovatel († 23. prosince 1998)
- 1915 – André Frossard, francouzský katolický spisovatel, publicista a filosof († 2. února 1995)
- 1920 – Jean Dutourd, francouzský novinář, kritik a prozaik († 17. ledna 2011)
- 1921 – Murray Bookchin, americký filozof a politický aktivista († 30. července 2006)
- 1925 – Jukio Mišima, japonský spisovatel († 25. listopadu 1970)
- 1928
  - Garry Winogrand, americký fotograf († 19. března 1984)
  - Joe Muranyi, americký jazzový klarinetista († 20. dubna 2012)
- 1930 – Kenny Wheeler, kanadský trumpetista († 18. září 2014)
- 1931 – Manuel Galbán, kubánský kytarista a zpěvák († 7. července 2011)
- 1932
  - Grady Tate, americký bubeník († 8. října 2017)
  - Miroslav Klivar, malíř, grafik, sklářský výtvarník a fotograf († 21. listopadu 2014)
- 1937
  - Viktor Pivovarov, ruský výtvarník žijící v Praze
  - Leo Kadanoff, americký fyzik († 26. října 2015)
- 1938
  - Morihiro Hosokawa, premiér Japonska
  - Allen Toussaint, americký zpěvák, klavírista, hudební producent a skladatel († 9. listopadu 2015)
- 1940
  - Peter Jambrek, slovinský právník, politik, publicista a sociolog
  - John Castle, anglický herec
- 1941
  - Faye Dunawayová, americká herečka
  - Barry Jenner, americký herec († 8. srpna 2016)
  - Milan Kučan, první slovinský prezident
- 1943
  - Ólafur Ragnar Grímsson, islandský politik
  - Ralph M. Steinman, kanadský imunolog a cytolog, Nobelova cena 2011 († 30. září 2011)
  - Angelo Bagnasco, italský kardinál
  - Shannon Lucidová, americká astronautka
  - Juraj Slezáček, slovenský herec a divadelní pedagog († 5. srpna 2016)
  - Mariss Jansons, lotyšský dirigent
  - Holland Taylor, americká herečka
- 1944 – Peter Repka, slovenský spisovatel
- 1945 – Anselm Grün, německý benediktinský mnich, ekonom a spisovatel
- 1946 – Carl Weathers, americký herec († 30. ledna 2024)
- 1948
  - T-Bone Burnett, americký hudebník, hudební producent a skladatel
  - Al Feuerbach, americký světový rekordman ve vrhu koulí
  - Miklós Németh, poslední premiér socialistického Maďarska
  - Valerij Charlamov, ruský hokejista († 27. srpna 1981)
- 1952 – Călin Popescu-Tăriceanu, rumunský premiér
- 1956 – Étienne Daho, francouzský zpěvák, skladatel, herec a producent
- 1957 – Steve Jordan, americký bubeník a hudební producent
- 1965 – Šamil Basajev, viceprezident separatistické vlády v Čečensku, terorista († 10. července 2006)
- 1967 – Emily Watsonová, anglická herečka
- 1968 – LL Cool J, americký rapper a herec
- 1969 – Dave Grohl, americký rockový hudebník
- 1971 – Lasse Kjus, norský lyžař
- 1973 – Giancarlo Fisichella, italský pilot Formule 1
- 1977 – Narain Karthikeyan, indický pilot Formule 1
- 1978 – Shawn Crawford, americký sprinter
- 1982 – Víctor Valdés, španělský fotbalový brankář
- 1987 – Olha Bežko, ukrajinská sportovní lezkyně
- 1993 – Marija Lasickeneová, ruská skokanka do výšky
- 1996 – Martin Bergant, slovinský sportovní lezec
- 1998 – Yannick Glatthard, švýcarský horolezec

## Úmrtí
Automatický abecedně řazený seznam viz Kategorie:Úmrtí 14. ledna

### Česko

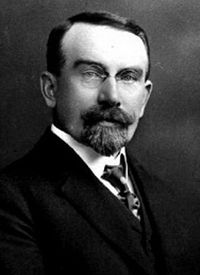
František Drtina († 1925)

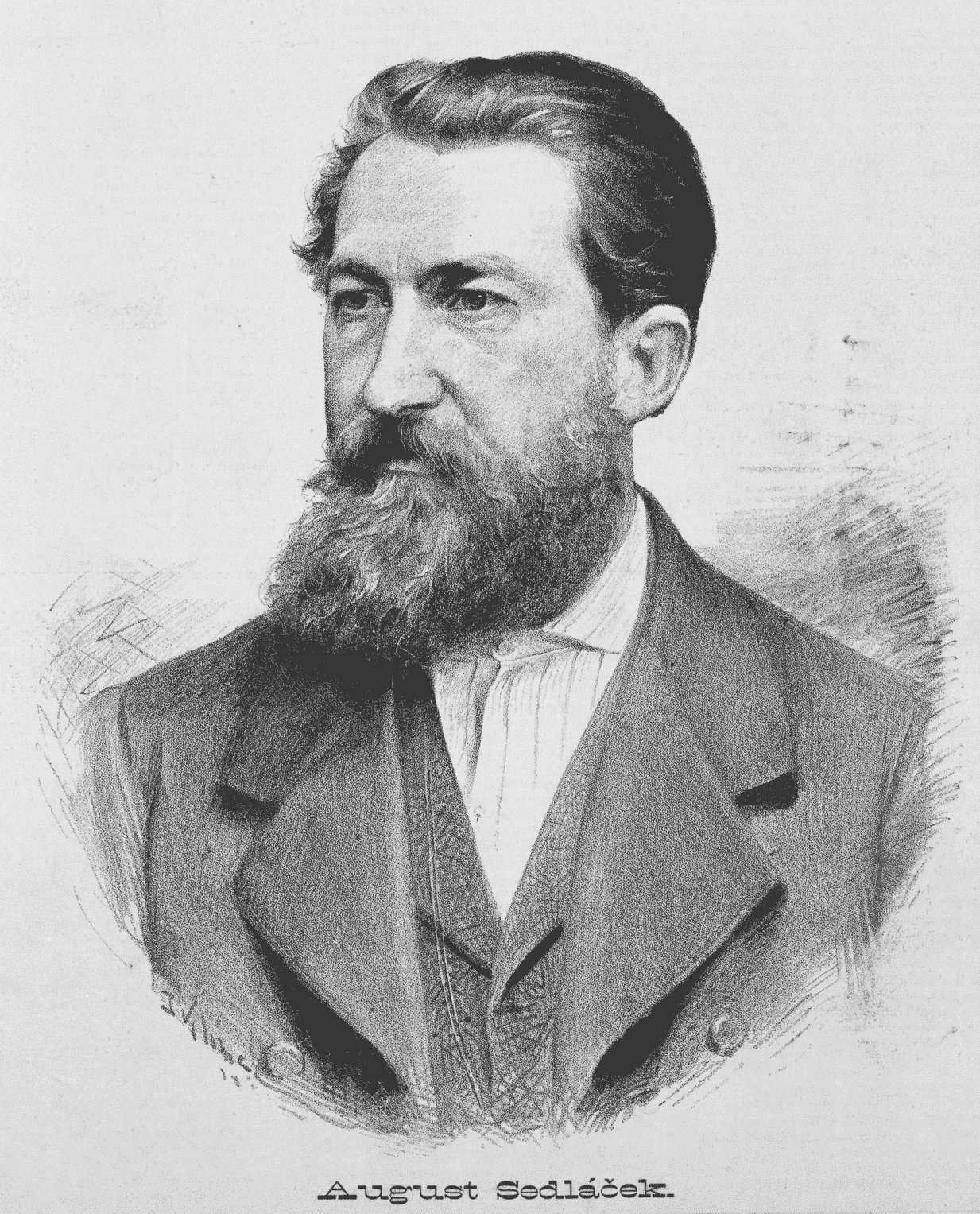
August Sedláček († 1926)

- 1092 – Vratislav II., český panovník z rodu Přemyslovců, první český král
- 1380
  - Jan Očko z Vlašimi, duchovní, druhý pražský arcibiskup a první český kardinál (* není známo)
  - Albrecht Aleš ze Šternberka, biskup ve Schwerinu, Litomyšli a arcibiskup magdeburský (* okolo 1333)
- 1879 – Mathias Pangerl, historik a archivář (* 10. března 1834)
- 1882 – Karel Nöttig, 7. brněnský sídelní biskup (* 23. prosince 1806)
- 1892 – František Alexandr Zach, vojenský teoretik, generál srbské armády (* 1. května 1807)
- 1909 – Quido Havlasa, hudební skladatel, dirigent, sbormistr a varhaník (* 2. května 1839)
- 1917 – Jindřich Houra, poslanec Českého zemského sněmu (* 30. září 1839)
- 1924 – Josef Bartoš, hudební skladatel (* 29. října 1861)
- 1925 – František Drtina, filozof, univerzitní profesor a spoluzakladatel českého skautingu (* 3. října 1861)
- 1926 – August Sedláček, historik, genealog a heraldik (* 28. srpna 1843)
- 1934 – Joseph Meder, česko-rakouský historik umění (* 10. června 1857)
- 1947 – Otmar Vaňorný, překladatel antické poezie a spisovatel (* 12. listopadu 1860)
- 1955
  - Oldřich Friš, indolog (* 7. května 1903)
  - Jan Dědina, malíř a ilustrátor (* 1. září 1870)
  - Miroslav Kubíček, dirigent a hudební skladatel (* 10. října 1919)
- 1962 – Suzanne Marwille, herečka a scenáristka (* 11. července 1895)
- 1970 – Pravoslav Kotík, malíř (* 1. května 1889)
- 1971 – Bohumil Klenovec, fotbalový reprezentant (* 18. března 1912)
- 1977 – Jindřich Šebánek, historik a archivář (* 12. října 1900)
- 1980 – František Pilař, spisovatel (* 2. června 1904)
- 1983
  - Oldřich Starý, neurolog a rektor Univerzity Karlovy (* 15. června 1914)
  - Oldřich Straka, fotograf (* 29. prosince 1906)
- 1986 – Josef Moštěk, katolický kněz a politický vězeň (* 28. února 1913)
- 1988 – Vítek Čapek, výtvarník (* 28. února 1954)
- 1989 – Bohuslav Blažej, knižní grafik a typograf (* 31. března 1932)
- 1990 – Bohumil Konečný, malíř a ilustrátor (* 19. dubna 1918)
- 1993 – Ladislav Emil Berka, novinář a fotograf (* 9. září 1907)
- 1999 – Vasil Kobulej, jedna z osobností Karpatsko-dukelské operace (* 11. prosince 1919)
- 2009 – Jan Kaplický, architekt (* 18. dubna 1937)
- 2013 – Jiří Vícha, házenkář (* 7. listopadu 1931)
- 2020 – Naděžda Kniplová, operní pěvkyně–sopranistka (* 18. dubna 1932)

### Svět

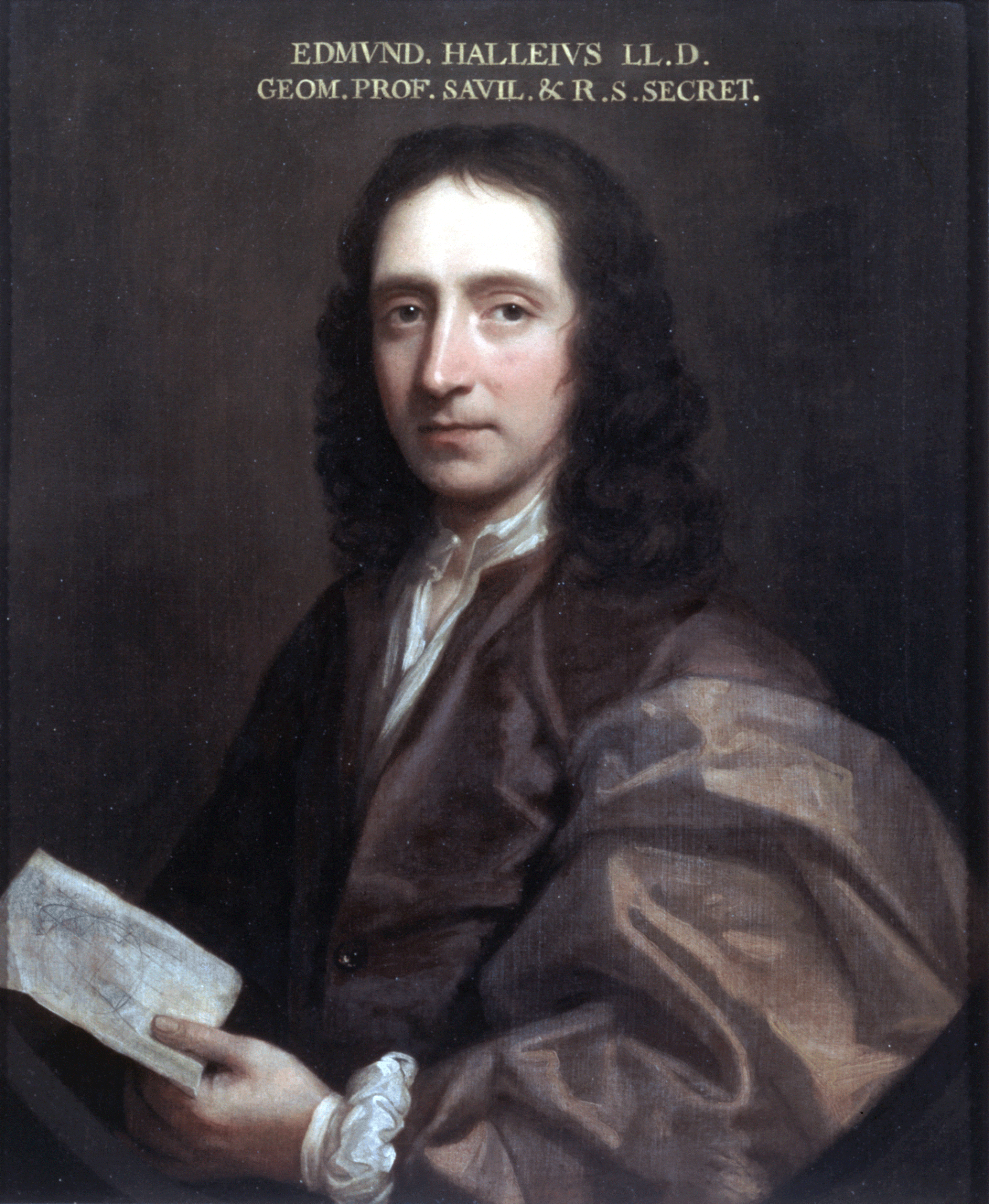
Edmund Halley († 1742)

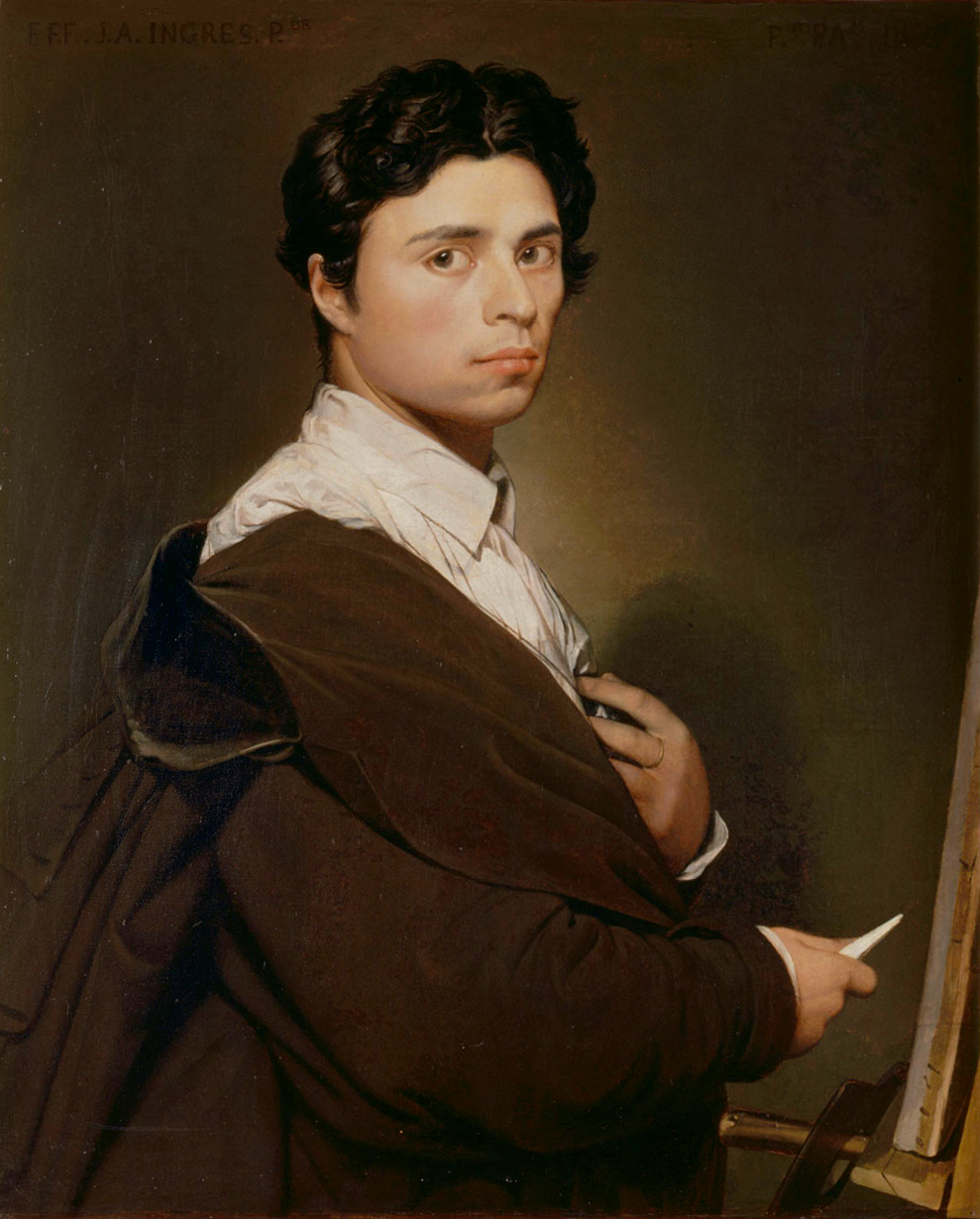
Jean Auguste Dominique Ingres († 1867)

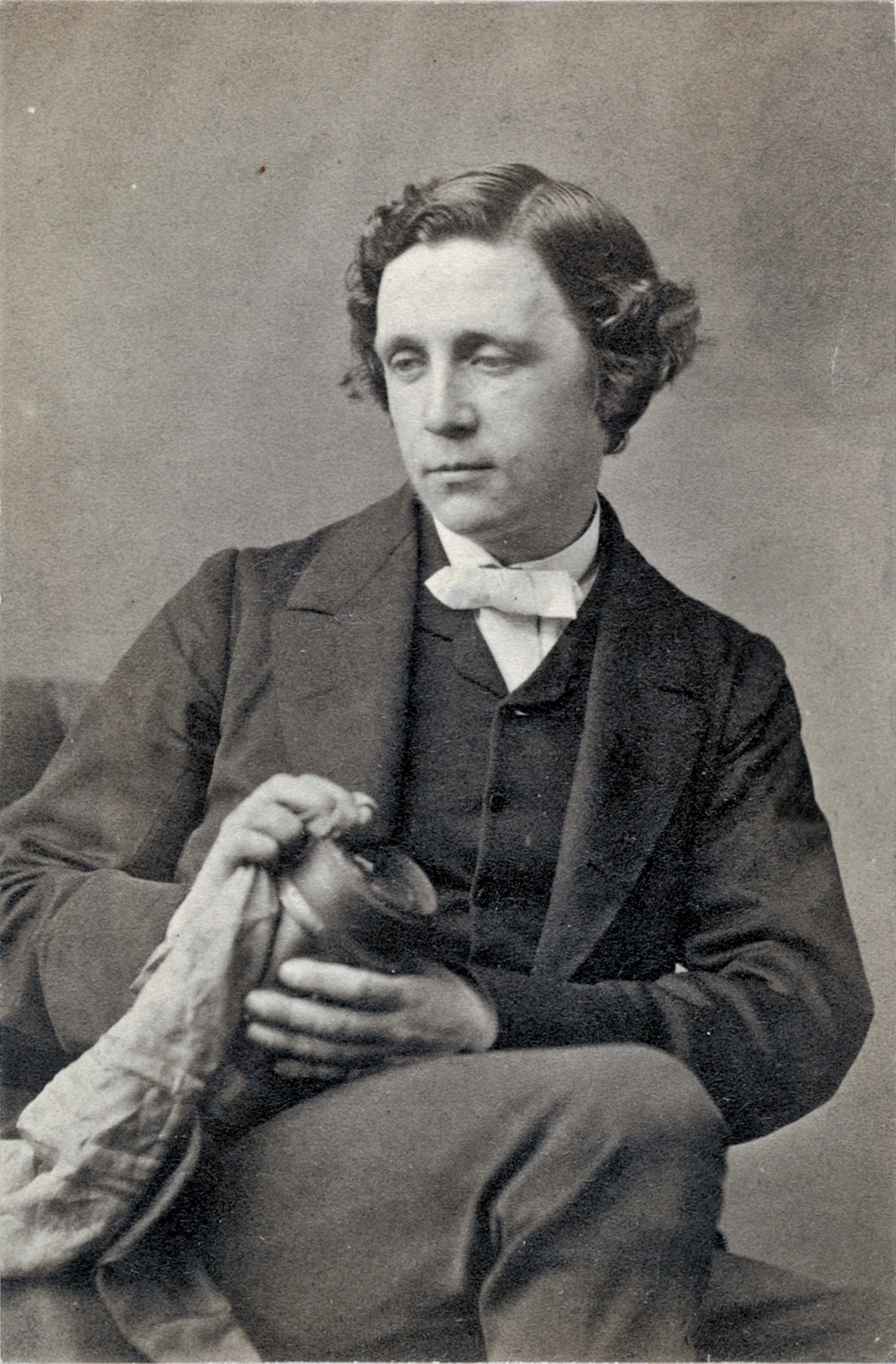
Lewis Carroll († 1898)

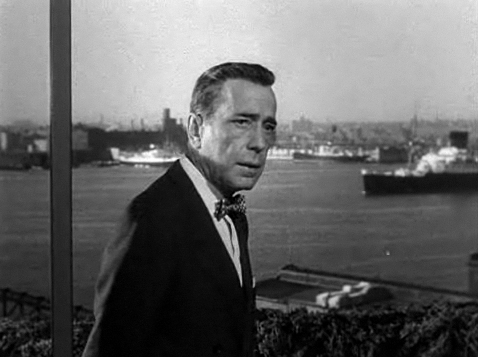
Humphrey Bogart († 1957)

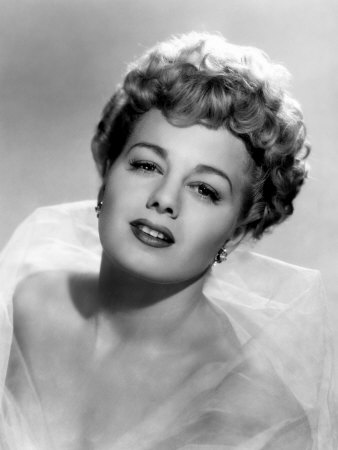
Shelley Winters († 2006)

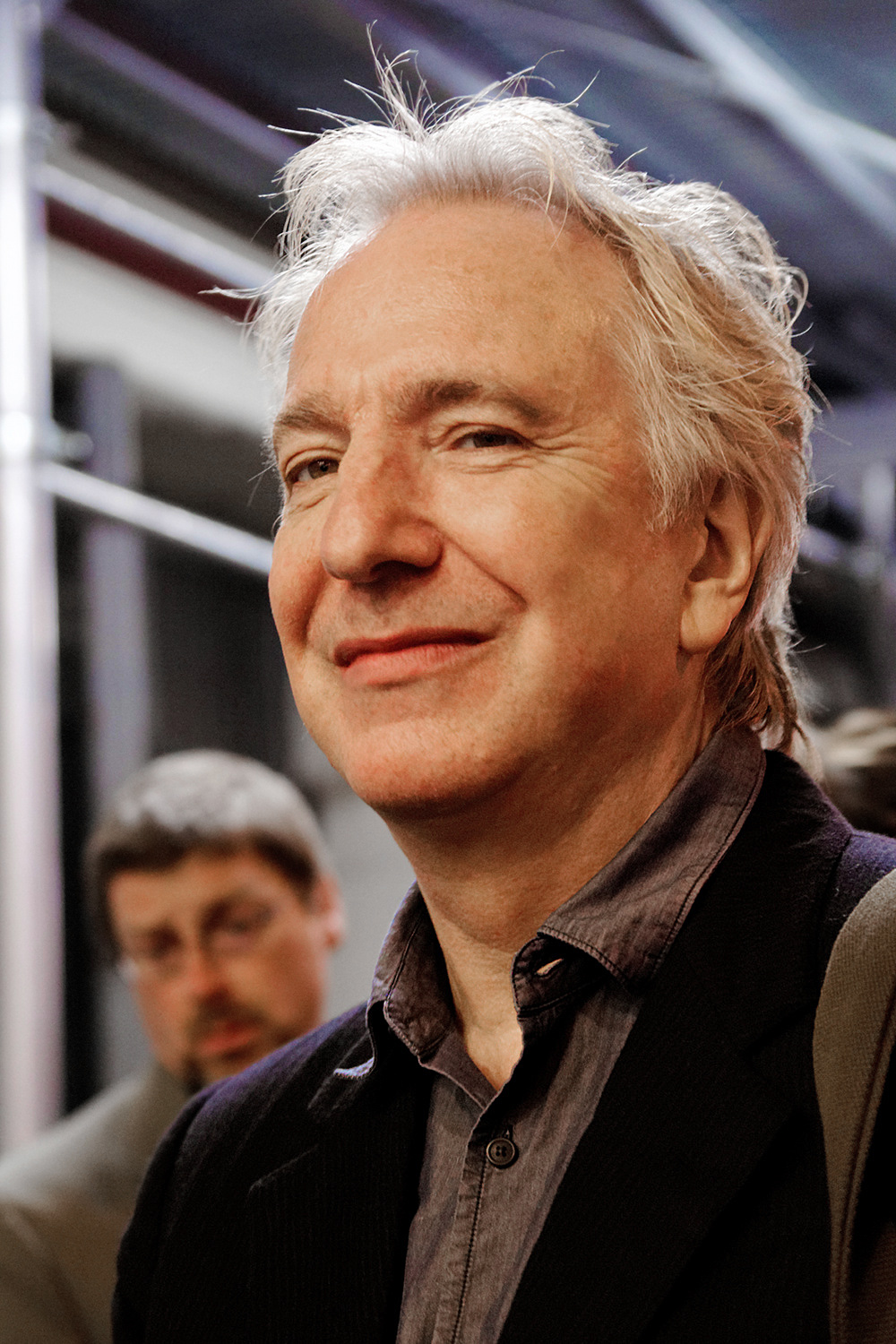
Alan Rickman († 2016)

- 0936 – Rudolf Burgundský, francouzský král (* 890)
- 1126 – Ermengarda z Maine, hraběnka z Anjou a Maine, babička anglického krále Jindřicha II. Plantageneta (* 1096)
- 1163 – Ladislav II. Uherský, uherský (vzdoro)král (* 1131)
- 1301 – Ondřej III., uherský král (* 1265)
- 1331 – Odorik z Pordenone, italský misionář a cestovatel (* okolo 1286)
- 1648 – Caspar van Baerle, nizozemský humanista, teolog, historik a básník (* 12. února 1584)
- 1653 – Jiří Rudolf Lehnický, kníže lehnický, volovský a goldberský, vrchní slezský hejtman (* 22. ledna 1595)
- 1664 – Františka Magdaléna Orleánská, francouzská princezna, savojská vévodkyně (* 13. října 1648)
- 1676 – Francesco Cavalli, italský hudební skladatel (* 14. února 1602)
- 1685 – Juraj Pohronec-Slepčiansky, slovenský arcibiskup, uherský primas (* 24. dubna 1595)
- 1742 – Edmund Halley, anglický astronom, geofyzik, matematik, meteorolog a fyzik (* 8. listopadu 1656)
- 1753 – George Berkeley, irský filozof (* 12. března 1685)
- 1768 – Giuseppe Simone Assemani, libanonský orientalista (* 1687)
- 1771 – Marie Dorotea Portugalská, portugalská infantka (* 21. září 1739)
- 1772 – Marie Hannoverská, Hesensko-kasselská lankraběnka (* 5. března 1723)
- 1821 – Jens Zetlitz, norský básník (* 26. ledna 1761)
- 1839 – Jekatěrina Nelidová, milenka ruského cara Pavla I. (* 23. prosince 1756)
- 1848 – Robert Adamson, skotský chemik a fotograf (* 26. dubna 1821)
- 1856 – Janko Drašković, chorvatský národní buditel, politik, básník (* 20. října 1770)
- 1867
  - Jean Auguste Dominique Ingres, francouzský malíř (* 29. srpna 1780)
  - Victor Cousin, francouzský filozof (* 28. listopadu 1792)
- 1882 – Timothy H. O'Sullivan, americký fotograf (* 1840)
- 1886 – Blahoslavený Petr Donders, nizozemský misionář v Surinamu (* 27. října 1809)
- 1887 – Friedrich von Amerling, rakousko-maďarský malíř(* 14. dubna 1803)
- 1888 – Stephen Heller, maďarsko-francouzský klavírista, skladatel a pedagog (* 15. května 1813)
- 1892 – Albert Viktor, syn prince waleského Eduarda a dánské princezny Alexandry (* 8. ledna 1864)
- 1898 – Lewis Carroll, anglický spisovatel, matematik, logik, učenec a fotograf (* 27. ledna 1832)
- 1899 – Nubar Paša, první premiér Egypta (* 1825)
- 1901 – Charles Hermite, francouzský matematik (* 24. prosince 1822)
- 1902 – Cato Guldberg, norský matematik a chemik (* 11. srpna 1836)
- 1905 – Ernst Abbe, německý fyzik, astronom a sociální reformátor (* 23. ledna 1840)
- 1907 – Wilhelm von Hartel, předlitavský klasický filolog a politik (* 28. května 1839)
- 1909 – Zinovij Petrovič Rožestvenskij, viceadmirál ruského carského námořnictva (* 11. listopadu 1848)
- 1922 – Pavle Jurišić Šturm, srbský generál (* 22. srpna 1848)
- 1924 – Arne Garborg, norský spisovatel (* 25. ledna 1851)
- 1926 – René Boylesve, francouzský spisovatel (* 14. dubna 1867)
- 1929 – Sergej Nilus, ruský spisovatel náboženských textů, mystik (* 25. srpna 1862)
- 1933 – Aenne Biermann, německá fotografka (* 3. března 1898)
- 1938 – Anatolij Nikolajevič Pepeljajev, ruský vojenský velitel (* 15. června 1891)
- 1939 – Valdemar Dánský, dánský princ (* 27. října 1858)
- 1945 – Zoltán Brüll, slovenský horolezec, horský vůdce a lékař (* 22. června 1905)
- 1946 – Joseph Hertz, vrchní rabín Spojeného království (* 25. září 1872)
- 1947 – Jean Ajalbert, francouzský spisovatel (* 10. června 1863)
- 1950 – Octave-Louis Aubert, francouzský spisovatel a vydavatel (* 8. ledna 1870)
- 1957 – Humphrey Bogart, americký herec (* 25. prosince 1899)
- 1959 – Eivind Berggrav, norský luteránský biskup (* 25. října 1884)
- 1963
  - Gustav Regler, německý spisovatel a novinář (* 25. května 1898)
  - Friedrich Born, švýcarský obchodník a diplomat, nositel čestného titulu Spravedlivý mezi národy (* 10. června 1903)
- 1966
  - Bill Carr, americký sprinter, dvojnásobný olympijský vítěz (* 24. října 1909)
  - Sergej Koroljov, tvůrce sovětského raketového programu (* 12. ledna 1907)
  - Peter Finch, australský herec (* 28. září 1916)
- 1972 – Frederik IX., dánský král (* 11. března 1899)
- 1977
  - Anaïs Nin, americká spisovatelka dánsko-kubánského původu (* 21. února 1903)
  - Anthony Eden, britský politik, rozhodný odpůrce Mnichovské dohody (* 12. června 1897)
- 1978
  - Harold Abrahams, britský sprinter, olympijský vítěz v běhu na 100 metrů z roku 1924 (* 15. prosince 1899)
  - Kurt Gödel, americký logik, matematik a filosof českého původu (* 28. dubna 1906)
- 1982 – Michal Chorváth, slovenský básník a politik (* 28. února 1910)
- 1986
  - Donna Reedová, americká filmová a televizní herečka (* 27. ledna 1921)
  - Valerian Alexandrovič Zorin, sovětský diplomat (* 14. ledna 1902)
  - Thierry Sabine, francouzský automobilový závodník, zakladatel Rallye Paříž – Dakar (* 13. června 1949)
- 1988 – Georgij Maximilianovič Malenkov, sovětský komunistický politik (* 8. ledna 1902)
- 1992
  - Irakli Abašidze, gruzínský básník (* 1909)
  - Jerry Nolan, americký bubeník, člen New York Dolls (* 7. května 1946)
- 1993 – Anton Špiesz, slovenský historik (* 21. září 1930)
- 1994
  - Bernard Davis, americký biolog (* 7. ledna 1916)
  - Zino Davidoff, švýcarský obchodník s tabákem (* 11. března 1906)
- 1995 – Michael Ende, německý spisovatel (* 12. listopadu 1929)
- 1999 – Jerzy Grotowski, polský divadelní režisér a teoretik (* 11. srpna 1933)
- 2001 – József Csermák, maďarský olympijský vítěz v hodu kladivem (* 14. února 1932)
- 2002 – Michael Young, britský sociolog a politik (* 9. srpna 1915)
- 2006 – Shelley Wintersová, americká herečka (* 18. srpna 1920)
- 2008 – Vincenz Lichtenstein, rakouský politik (* 30. července 1950)
- 2009
  - Ricardo Montalbán, mexicko-americký herec (* 25. listopadu 1920)
  - Dušan Džamonja, makedonský sochař (* 31. ledna 1928)
- 2012 – Robbie France, britský bubeník, hudební producent a novinář, člen skupin UFO a Skunk Anansie (* 5. prosince 1959)
- 2013
  - Conrad Bain, kanadsko-americký herec (* 4. února 1923)
  - Tony Conran, velšský básník a překladatel (* 7. dubna 1931)
- 2014 – Juan Gelman, argentinský básník, novinář (* 3. května 1930)
- 2016 – Alan Rickman, britský herec (* 21. února 1946)
- 2022 – Alice von Hildebrand, americká filosofka (* 11. března 1923)

## Svátky

### Česko
- Radovan, Radan, Radúz, Radvan
- Hilar, Hilarius
- Vidor
- Valtr, Walter, Walther
- Sába, Sabbas, Sáva

### Svět
- Slovensko – Radovan

Pravoslavné církevní kalendárium (podle starého juliánského kalendáře 1. leden)
- Svátek Obřezání Páně
- Sv. Basil Veliký (Řecká ortodoxní církev)
- Nový rok Pravoslavné církve

## Pranostiky

### Česko
- Svatý Hilarius – vyndej saně, schovej vůz!
- Svatý Vigil z ledu mosty zřídil; a když nezřídil, to je břídil.

| 14. leden v pražském KlementinuÚdaje jsou platné k 11. 3. 2025. | 14. leden v pražském KlementinuÚdaje jsou platné k 11. 3. 2025. | 14. leden v pražském KlementinuÚdaje jsou platné k 11. 3. 2025. |
| minimum                                                         | denní průměr                                                    | maximum                                                         |
| --------------------------------------------------------------- | --------------------------------------------------------------- | --------------------------------------------------------------- |
| −24,6 °C (1799)                                                 | −1,4 °C (od 1961)                                               | 13,3 °C (1993)                                                  |